# Mobisud Belgique
MobiSud Belgique est un MVNO (Mobile Virtual Network Operators ou Opérateur de réseau mobile virtuel). Elle s’appuie sur le réseau de l'opérateur belge Proximus.
mobiSud Belgique propose des tarifs avantageux vers l'international et plus particulièrement vers le Maghreb. 
mobiSud Belgique est la filiale 100 % de Maroc Télécom lancée en mai 2007 après mobiSud France lancée en novembre 2006, et racheté par SFR en 2009.